# 巴尼特 (保加利亚)
41°37′N 25°1′E / 41.617°N 25.017°E

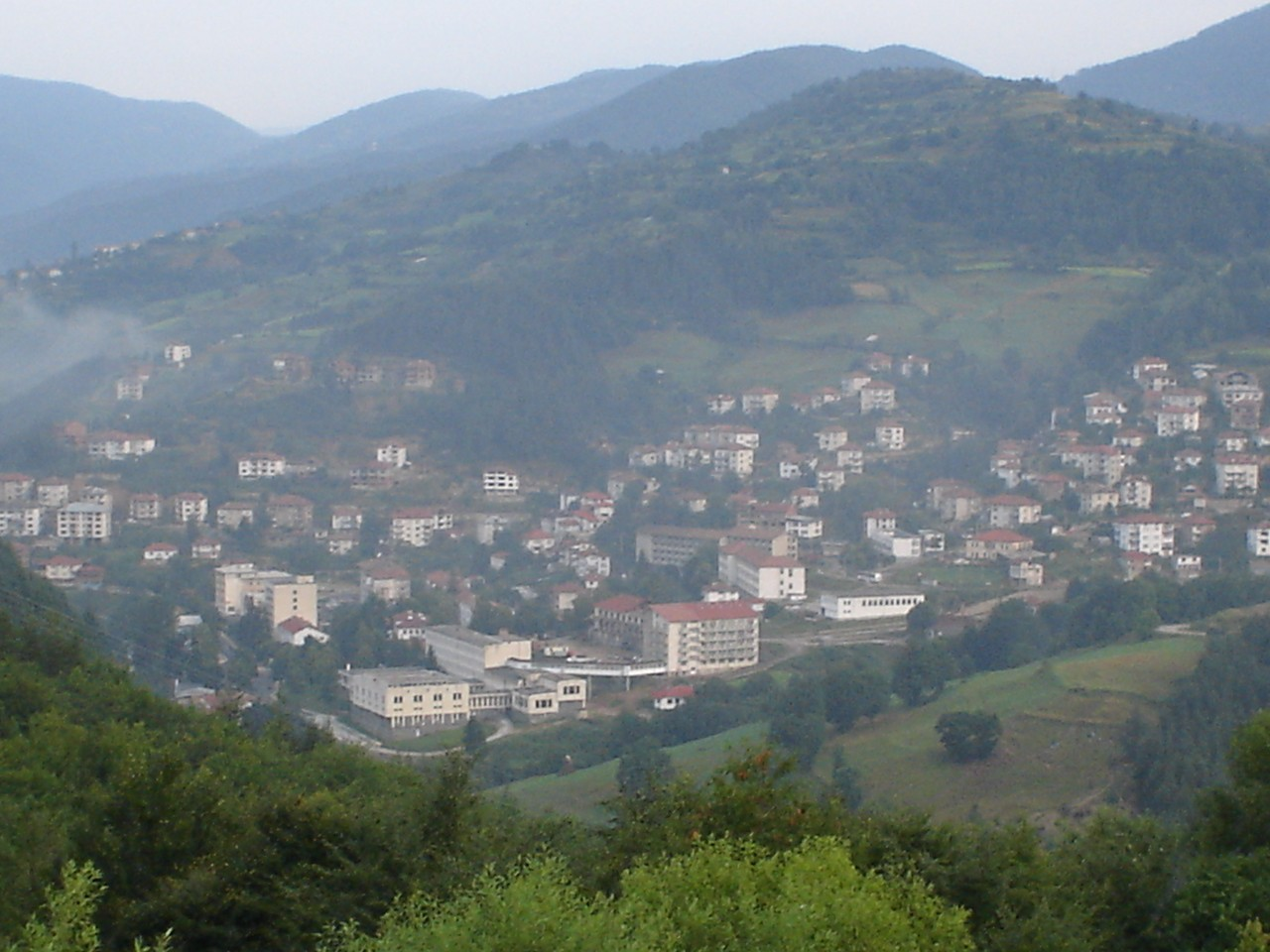

巴尼特，是保加利亞南部斯莫梁州巴尼特市鎮的村庄及行政中心，面積15.5平方公里，海拔高度681米，2015年人口957，人口密度每平方公里61.7人。